# Casas adosadas 2 (Éfeso)
Casas adosadas 2 es el nombre utilizado por los arqueólogos para un complejo de casas privadas (insulae) en la antigua ciudad de Éfeso en Asia Menor, en la actual Turquía. Sus ruinas  forman parte del yacimiento arqueológico de Éfeso, declarado Patrimonio de la Humanidad por la Unesco.

## Historia
Las Casas adosadas 2 son las más occidentales de las dos casas adosadas excavadas en la ciudad. En su lado oriental se encuentra la llamada Casa adosada 1. Los edificios toman su nombre actual del hecho de que fueron construidos sobre terraplenes en la ladera de la colina. El complejo, conocido como las Casa adosadsa 2, consta de un solo bloque (insulae romana), que estaba situado a lo largo de la calle Curetes, frente a las termas de Varo y el templo de Adriano. Sus casas datan de finales del período helenístico, en el siglo I a. C., y se mantuvieron en uso residencial al menos hasta la Antigüedad tardía, en el siglo IV a. C., y en parte hasta principios del Imperio bizantino.. A partir del año siglo III a. C., las casas muestran signos de decadencia urbana como consecuencia de los terremotos, y algunas de las viviendas se convirtieron en talleres.
Las excavaciones arqueológicas de las casa adosadas 2 se llevaron a cabo entre 1967 y 1983. Se cubrió en 1999. Las investigaciones y las obras de restauración siguen en curso.

## Edificios y hallazgos
El tamaño de la manzana es de aproximadamente 4000 m2. En el lado de la calle Curetes, sigue la orientación de la calle en la parte norte, y en la parte sur el trazado hipodámico de la ciudad. La manzana constaba de seis y más tarde siete viviendas construidas en pendiente sobre terrazas. Los edificios más grandes del bloque (viviendas 6 y 7) estaban situados uno al lado del otro en la calle Curetes. Tenían un patio peristilar en el centro, y las demás habitaciones estaban a su alrededor. En el lado de la calle Curetes, la planta baja de las casas albergaba locales, taberna y talleres. Las paredes de las viviendas solían estar decoradas con frescos y mosaicos, y los suelos también estaban cubiertos de mosaicos. Los hallazgos del barrio se conservan en el Museo Arqueológico de Éfeso.
Vivienda 1

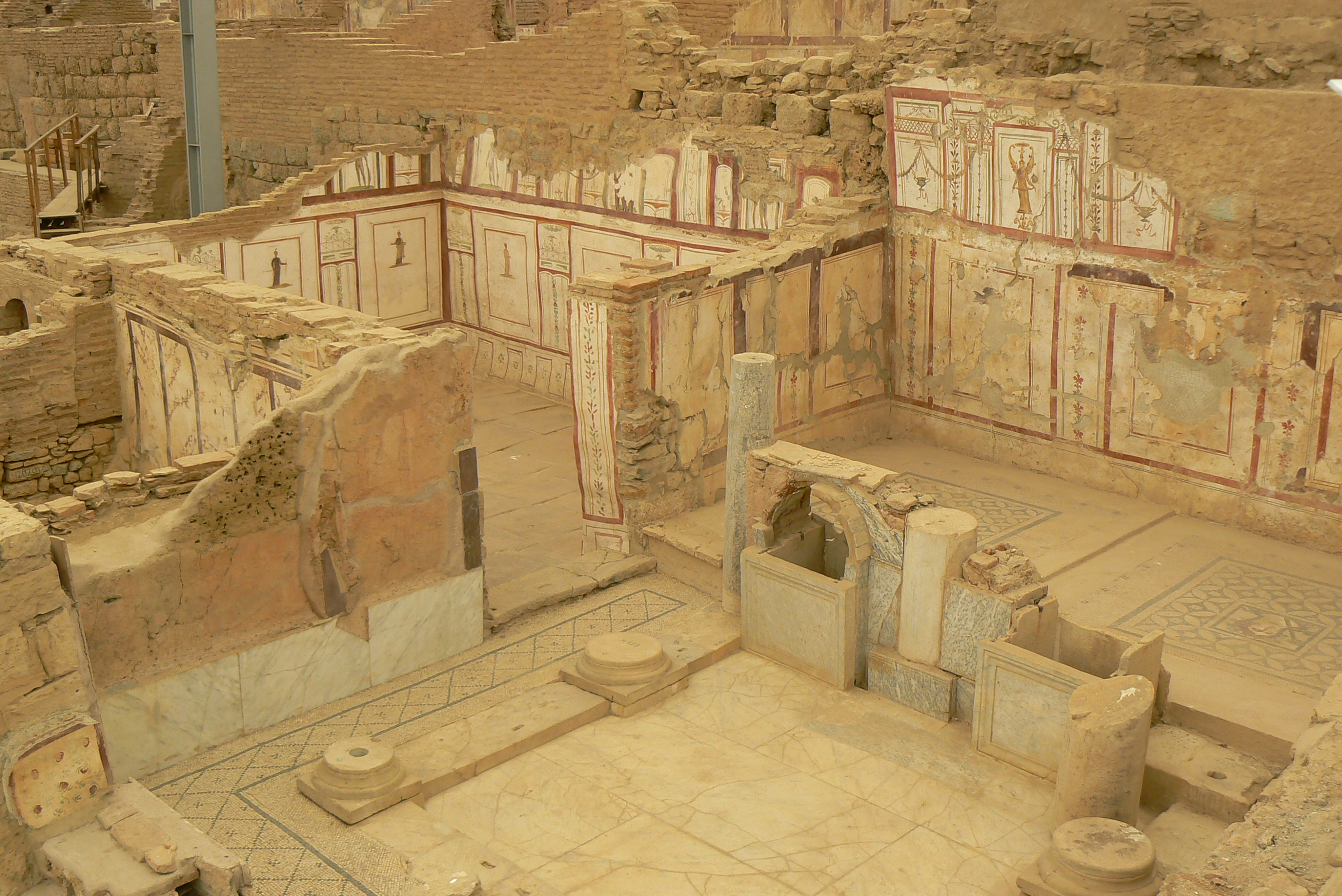
Vivienda de dos estancias con pinturas murales.

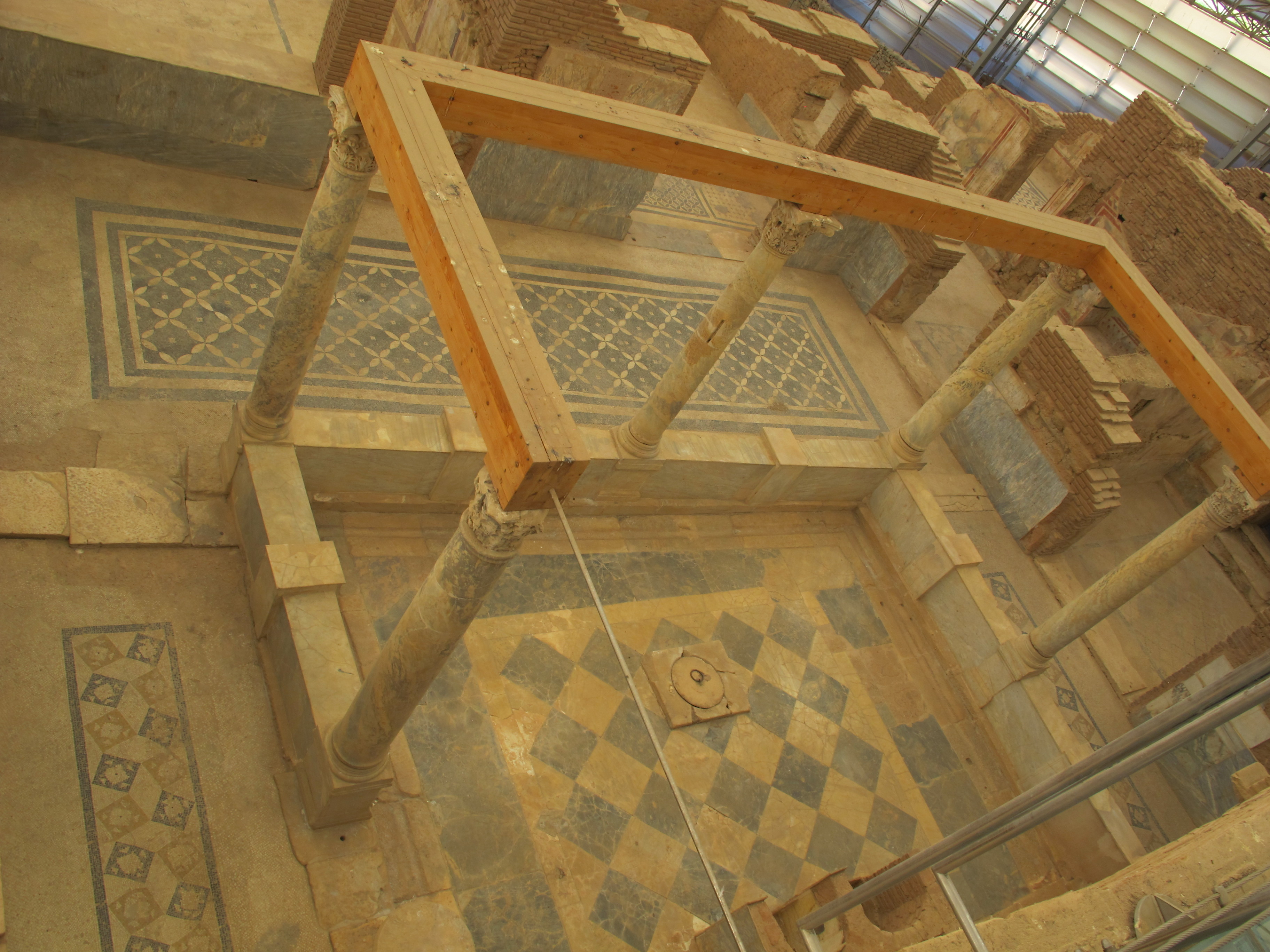
Vivienda con dos mosaicos.

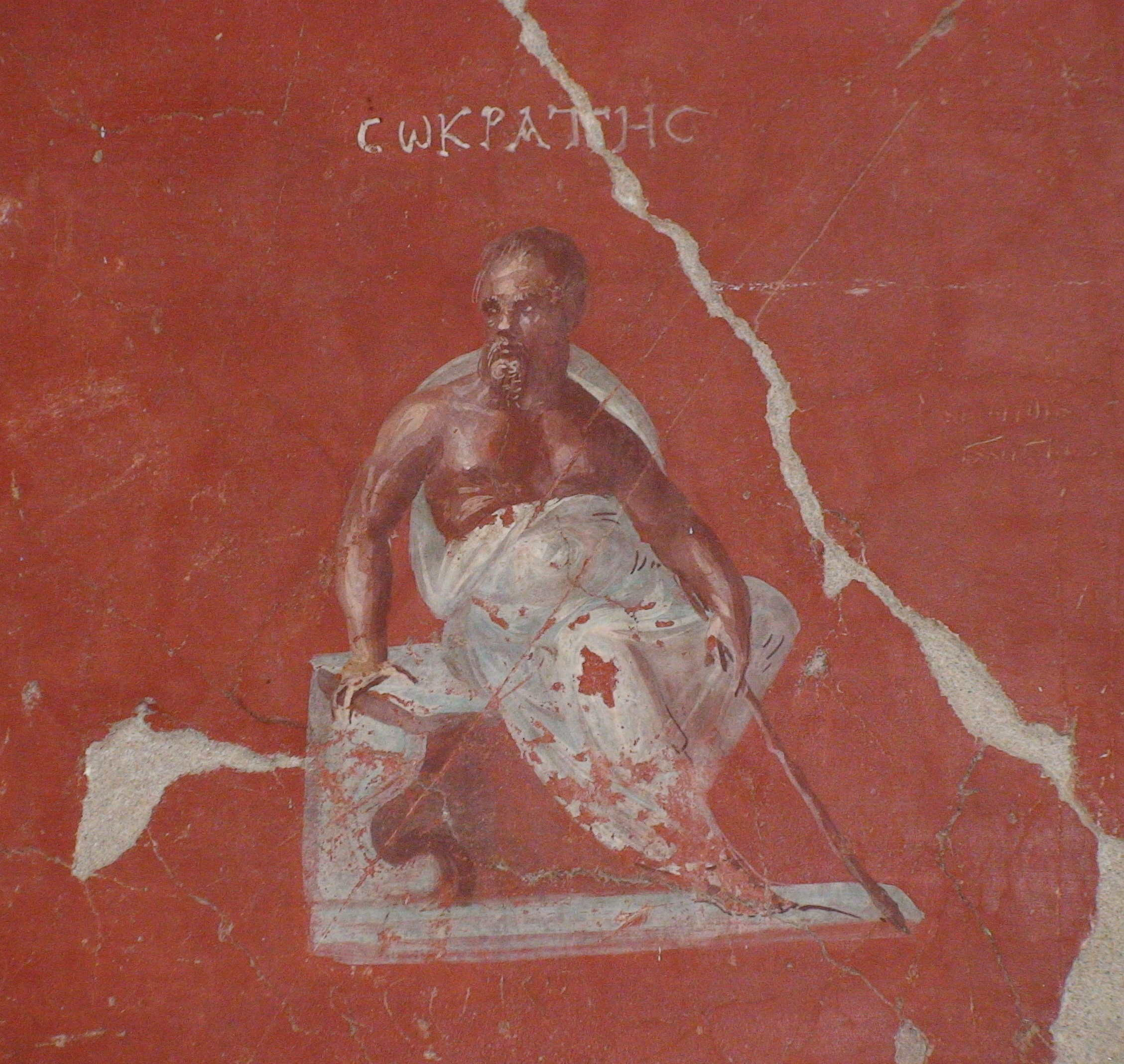
Pintura mural de Sócrates.

Estaba situada en la esquina sureste del bloque. Contaba, entre otras cosas, con un vestíbulo y un patio con peristilo de cuatro pilares Es especialmente conocida por la llamada Sala del Teatro, cuya pared estaba decorada con frescos relativos a las comedias de Menandro (La trasquilada, Los sicionios) y la tragedia de Eurípides (Orestes). Las pinturas también incluyen temas mitológicos, como la batalla de Heracles contra Aqueloo.
Vivienda 2
Estaba situada en la esquina suroeste del bloque. Tenía un atrio de estilo dórico con cuatro columnas y un patio llamado peristilo rodio de nueve columnas y un triclinio, entre otras cosas. La vivienda estaba decorada con mosaicos de vidrio de Dioniso y Ariadna y mosaicos en el suelo de Tritón, entre otros.
Vivienda 3 y Vivienda 5
La vivienda 3  y la vivienda 5 (WE 5) estaban situadas en el centro de la parte occidental del bloque. Originalmente formaban una sola vivienda, pero más tarde se separaron. Las pinturas murales representan, entre otras, a las nueve musas, Apolo, Safo y filósofos famosos.
Vivienda 4
Estaba situada en el centro de la parte oriental del bloque. Sus pinturas murales representaban, entre otros, al filósofo Sócrates y a la musa Urania. Se cree que tuvo los mismos propietarios que la vivienda 6, y en algún momento entre los años 100 y 200 parece haber servido como local comercial de esta última.
Vivienda 6
Estaba situada en la esquina noreste del bloque. Era la vivienda más grande, pues solo la planta baja medía unos 950 m2. Según el croquis, en el siglo II era propiedad de C. Flavio Furio Apto, uno de los notables de Éfeso, que vivió en la zona en dicho este siglo. El patio con peristilo de la vivienda tenía dos pisos de altura. Estaba rodeado de numerosas habitaciones, incluida una basílica privada con bóveda de cañón. Furio Apto desempeñó un papel en la ciudad del culto a Dioniso, y en este contexto muchas de las pinturas de la vivienda representan temas mitológicos relacionados con este dios.
Vivienda 7
Estaba situada en la esquina noroeste del bloque. Tenía una planta baja de aproximadamente 900 m2. Se han encontrado, entre otros, los bustos de Livia Drusila y Tiberio. La vivienda fue destruida hacia el año 262 d. C. Al menos una parte seguía en uso en el siglo IV d. C., fecha de una pintura mural sobre el tema de la novela Las metamorfosis de Apuleyo.